# Toxopsiella
Toxopsiella és un gènere d'aranyes araneomorfes de la família dels Cicloctènids (Cycloctenidae). Fou descrita per primera vegada l'any 1964 per Forster. És endèmic de Nova Zelanda.

## Taxonomia
El gènere Toxopsiella, segons el World Spider Catalog de 2017, comprèn les 17 espècies següents:
- Toxopsiella alpina Forster, 1964
- Toxopsiella australis Forster, 1964
- Toxopsiella centralis Forster, 1964
- Toxopsiella dugdalei Forster, 1964
- Toxopsiella horningi Forster, 1979
- Toxopsiella lawrencei Forster, 1964
- Toxopsiella medialis Forster, 1964
- Toxopsiella minuta Forster, 1964
- Toxopsiella nelsonensis Forster, 1979
- Toxopsiella orientalis Forster, 1964
- Toxopsiella parrotti Forster, 1964
- Toxopsiella perplexa Forster, 1964